# Cementerio de la Puerta de los Judíos
El Cementerio de la Puerta de los Judíos (en inglés: Jews' Gate Cemetery) es un cementerio judío situado en Windmill Hill en una reserva natural en el territorio de ultramar británico de Gibraltar. También conocido como el Cementerio de Windmill Hill, es el sitio donde se realizaron los primeros entierros judíos conocidos en Gibraltar. El cementerio fue inaugurado por 1746 y se cerró en 1848. Es el sitio de sepultura de una serie de "Grandes Rabinos" de Gibraltar. El cementerio está protegido por la ley de Gibraltar.
El cementerio se encuentra cerca de la entrada sur del parque natural de Upper Rock en el Peñón de Gibraltar. La razón de este lugar para los entierros de los miembros de la comunidad judía es incierta. Una teoría es que el cementerio más visible y accesible utilizado por los cristianos, cerca de la frontera con España, estaba más sujeto a las leyes relativas a la expulsión de los judíos, que habían sido acordadas por el Tratado de Utrecht de 1713.